# Magnus Henneberg
Magnus Valet Henneberg (født 21. november 2000 i Virum) er en forhenværende cykelrytter fra Danmark, der senest kørte for SIAS Rime. I august 2023 begyndte han at studere datalogi på Danmarks Tekniske Universitet.